# Гайдар, Мария Егоровна
Мари́я Его́ровна Гайда́р (с 8 до 22 лет Смирно́ва; род. 21 октября 1982, Москва) — российский, позже украинский политический деятель.
Внештатный советник президента Украины с 28 марта 2017 по 17 мая 2019. Депутат Одесского областного совета от партии «Блок Петра Порошенко» с 30 мая 2015 по 12 июня 2018. Советник председателя Одесской областной государственной администрации по вопросам социальной защиты и охраны здоровья (2015 — 2016), затем заместитель главы администрации Одесской области по социальным вопросам (январь — май 2016). Автор ряда идей по президентской программе «Сельская медицина».
Учредитель Фонда социальной помощи и поддержки населения «Социальный запрос» и до 16 июля 2015 года — руководитель этого фонда. Заместитель председателя правительства Кировской области России (2009—2011).
Ранее — журналист радио «Эхо Москвы», координатор молодёжного движения «ДА!». Одна из создателей инициативной группы «Я свободен!». Кандидат в депутаты Государственной думы России от Союза правых сил (СПС) на выборах 2007 года, первый номер московского списка СПС. С 2006 года — член Федерального политсовета СПС, с 2008 года вплоть до роспуска партии — член президиума. Президент Фонда поддержки молодёжных программ.

## Биография

### Ранние годы
Дочь Егора Тимуровича Гайдара от первого брака (мать — Ирина Смирнова), по отцовской линии правнучка писателей Аркадия Гайдара и Павла Бажова.
Родилась в 1982 году в Москве, через три года родители развелись, после развода осталась жить с матерью. В самом начале учёбы в 3 классе, осенью 1991 года, Мария с мамой-врачом и отчимом-художником уехала жить в Боливию. 5 лет прожила в столице Ла-Пасе и в третьем по населению городе — Кочабамба. По словам Марии, в то время они жили небогато, приходилось зарабатывать продажей самодельных пирожков.
До 8 лет носила фамилию Гайдар, с 8 до 22 лет носила фамилию матери — Смирнова. В Боливии ходила в боливийскую школу. По возвращении в Россию училась в испанской спецшколе № 1252 в Москве. С отцом возобновила контакты в 1997 году.

### Образование
По окончании школы в 2000 году поступила в Академию народного хозяйства при Правительстве Российской Федерации на факультет экономических и социальных наук, в 2005 году окончила его с красным дипломом. В 2004 году вернула себе фамилию отца — Гайдар и поступила в аспирантуру Академии народного хозяйства при Правительстве Российской Федерации (аспирантура у академии совместная с аспирантурой Института экономики переходного периода).
Осенью 2011 обучалась в Гарвардском институте государственного управления им. Джона Ф. Кеннеди, где проходила курсы Mid-Career Master in Public Administration (MC/MPA) — «программа для людей из разных стран, которые заинтересованы в социальном и экономическом развитии своей страны. Участники отбираются со всего мира среди политиков, чиновников, бизнесменов, журналистов, руководителей благотворительных и правозащитных организаций».
В 2014 году окончила Московскую государственную юридическую академию по специальности «Юриспруденция».

### Работа
На третьем курсе учёбы в вузе в 2002 году (до 2004 года) Гайдар работала в компании «Видео Интернэшнл» в качестве эксперта по планированию СМИ.
В 2006—2007 годах работала учителем, преподавала экономику в средней школе. В 2007 году находилась на одной из руководящих должностей в компании «Алект».
В 2007 году была ведущей авторской общественно-политической программы «Чёрное и белое» на телеканале О2ТВ, вела её вместе с журналистом Олегом Кашиным.
С 2008 года вела передачи и выступала в качестве гостя на радиостанции «Эхо Москвы». Вела программы «Дневной разворот», «Особое мнение», «Кредит доверия», «Кейс». Вела новогодний эфир в ночь на 1 января 2009 года в программе «Ночь с ангелами», соавтор программы.
Развивала собственные проекты в бизнесе.
В 2013 году стала учредителем и руководителем фонда «Социальный запрос». В октябре 2014 года фонд получил президентский грант в 2,1 млн руб. на проект «Центр юридического волонтёрства», который начал работу в 2015 году. В 2015 году был получен аналогичный грант на 2,8 млн руб. для создания проекта «Центр гражданской журналистики», но 16 июля, за день до назначения Марии Гайдар в Одесскую обладминистрацию была подана заявка на отказ от этих денег. 16 июля 2015 года Мария Гайдар сняла с себя полномочия директора фонда.

### Общественная деятельность
В 2005 году была назначена координатором молодёжного движения «ДА!» (Демократическая Альтернатива). В данном амплуа участвовала в организации проектов «За свободу СМИ», в защиту московских ПТУ, организовывала митинги, правозащитные проекты, отделения в других городах России.
Мария являлась одним из создателей инициативной группы «Я свободен!» — организатора серии демократических митингов «Я свободен!» в Москве, Антифашистского марша «Москва без фашизма» и митинга в поддержку журналиста Натальи Морарь в 2008 году.
Гайдар принимала участие в волонтёрской деятельности. Так, в мае 2008 года участвовала в акции «Звёзды против СПИДа».

### Политическая деятельность

#### В России
В 2005 году получила предложение баллотироваться в Московскую городскую думу от СПС, но отклонила его. Самостоятельно выдвигалась на довыборы в Государственную думу. Отстаивая принцип единого кандидата от демократических сил, уступила участие в выборах Виктору Шендеровичу, также выдвигавшемуся по данному округу.

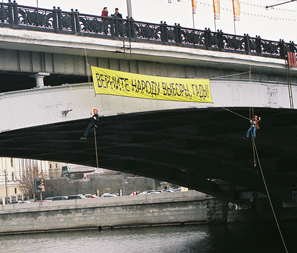
Акция 23 ноября 2006 года «Верните народу выборы, гады!»

В конце 2006 года вместе с Ильёй Яшиным выступала против регрессивных изменений в выборном законодательстве. Во время акции, используя альпинистское снаряжение, Гайдар и лидер молодёжного «Яблока» развернули над Москвой-рекой плакат «Верните народу выборы, гады!». После акции была задержана, отпущена через несколько часов. Фраза «протестное висение» входит в словарь 2006 года по версии журнала «Большой город».

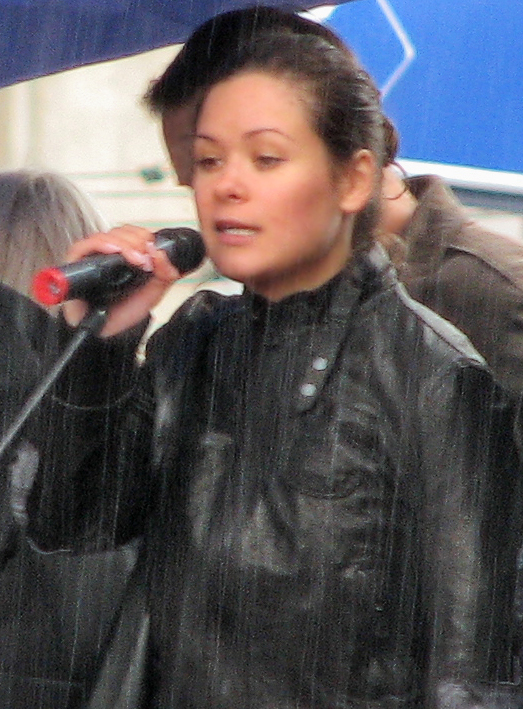
Мария Гайдар на трибуне массового митинга памяти Анны Политковской 7 октября 2007 года в Москве

Активный участник Маршей несогласных. 14 апреля 2007 года была задержана во время попытки проведения Марша в Москве. 24 ноября 2007 года вместе с Борисом Немцовым официально участвовала в Марше несогласных от Союза правых сил, на котором выступила с речью антипутинского характера. Во время попытки пронести письмо организаторов Марша в ЦИК, несмотря на статус кандидата в депутаты Госдумы РФ, была задержана.
Участник встречи президента США Джорджа Буша с лидерами гражданских и правозащитных организаций России, во время его визита в Санкт-Петербург.
С 2006 года — член Президиума Союза правых сил. На думских выборах 2007 года возглавляет московский список партии СПС. Является соавтором предвыборной программы «Союза правых сил». На выборах, по официальным данным ЦИК, московский список получает наиболее высокий результат по СПС среди всех других избирательных округов и в процентном выражении и в абсолютных цифрах. В 2008 году становится членом Президиума политсовета партии.
В апреле 2008 года вместе с Алексеем Навальным выступила с инициативой проведения праймериз среди оппозиционных сил.

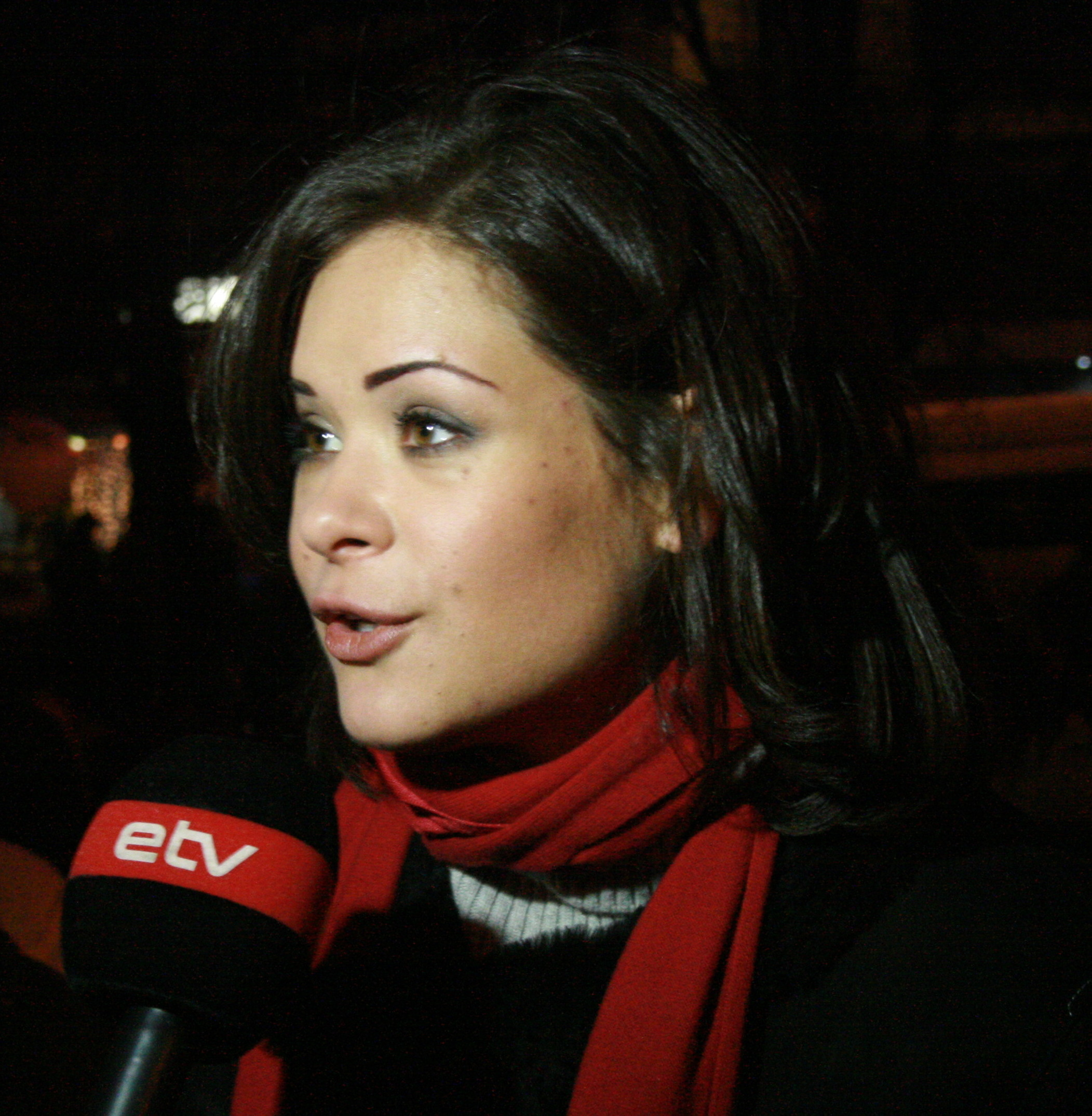
Мария Гайдар после митинга «Я свободен» в поддержку журналистки Натальи Морарь

В 2008 году Гайдар выступала против идеи роспуска СПС. На съезде партии голосовала против роспуска. После съезда подаёт иск, оспаривая легитимность съезда и его решения. Подала в прокуратуру письмо с требованием проверить факты давления официальных властей на политическую партию Союз правых сил с целью её закрытия.
18 февраля 2009 года стала советником по социальным вопросам губернатора Кировской области Никиты Белых.
С 26 марта 2009 года — и. о. заместителя губернатора Кировской области Белых по вопросам здравоохранения и социального развития.
23 июля 2009 года решением Законодательного собрания Кировской области согласована на должность заместителя председателя правительства Кировской области по вопросам здравоохранения и социального развития. Во время утверждения в должности получила 42 голоса «за», 6 «воздержавшихся», «против» ни одного. На момент назначения — самый молодой вице-губернатор России.
В июне 2011 года Гайдар сообщила, что уходит в отставку и отправляется на учёбу в Школу государственного управления имени Джона Ф. Кеннеди при Гарвардском университете.
В декабре 2012 года стала советником на общественных началах вице-мэра Москвы по социальным вопросам Л. М. Печатникова, занималась реформой здравоохранения в столице. В ноябре 2013 года Гайдар сняла с себя полномочия советника вице-мэра Москвы по социальным вопросам и сосредоточилась на работе в созданном ею фонде «Социальный запрос» — на 2015 год фонд получил гранты Президента России на общую сумму в 5 млн рублей.
Весной 2014 года выдвигалась от оппозиционной коалиции «За Москву» кандидатом в депутаты Мосгордумы по 43 избирательному округу (районы: Пресненский, Арбат, Хамовники). После повторной проверки подписных листов окружной избирком 19 июля отказал Гайдар в регистрации ввиду недопустимого числа недействительных и неправильно оформленных подписей. 31 июля Мосгорсуд признал это решение законным.

#### На Украине
17 июля 2015 года председатель Одесской областной государственной администрации Михаил Саакашвили предложил Гайдар стать его советником, и она согласилась (со свободным мандатом на испытательном сроке в три месяца). На этом посту Гайдар курировала социальные вопросы и решала организационные задачи.
4 августа президент Украины Пётр Порошенко предоставил Гайдар украинское гражданство; условием получения украинского гражданства является отказ от иностранного паспорта. Позднее Гайдар сообщила, что написала заявление об отказе от российского гражданства.
23 сентября 2015 года областное отделение партии «Блок Петра Порошенко „Солидарность“» выдвинуло Гайдар кандидатом в депутаты Одесского областного совета. На местных выборах 2015 года Мария была избрана депутатом, получив 28 % (4254 голосов). 11 июня 2018 года написала заявление об освобождении от должности по собственному желанию, которое было удовлетворено облсоветом 12 июня 2018 года.
16 января 2016 года председатель Одесской областной государственной администрации Михаил Саакашвили назначил Гайдар своим заместителем по социальным вопросам.
10 мая 2016 года Гайдар, в связи со вступлением в силу нового закона о госслужбе, написала заявление об отставке со своего поста, но заявила, что продолжит свою деятельность уже как советник Саакашвили.
28 марта 2017 года президент Украины Пётр Порошенко назначил Гайдар своим внештатным советником. 17 мая 2019 года она была уволена с должности советника.

## Политические взгляды
По мнению Гайдар, Россия совершила нападение на Грузию в 2008 году.
Мария Гайдар заявляла в интервью, что «Крым был аннексирован Россией». По её мнению, «это было незаконно, аморально, и Крым должен быть возвращён в состав Украины». Относительно войны в Донбассе Гайдар сказала:

«Россия воюет с Украиной, и это факт. Там есть военные, российские военные, и они там гибнут. Там есть военная техника. Есть переговоры мирные об отводе вооружений. Может быть, для тех людей, которые смотрят исключительно российское телевидение, этой войны нет, но для меня что эта война есть, — это абсолютный факт».

## Рейтинги
По данным Левада-центра, «Движение ДА!» в 2006 году стало одним из самых известных непартийных молодёжных движений в России (уступая только всем партийным «молодёжкам»). В 2008 году движение стало десятым по узнаваемости (4 % — при статистической погрешности 3 %).
Гайдар два года подряд (в 2006 и 2007) была лидером рейтинга молодых политиков по версии молодёжного издания RE:Акция в народном голосовании, в экспертном рейтинге также занимала первые места.
В 2007 году получила приз зрительского голосования «Лучшие политики России» в номинации «Самый честный политик», проводимого общественно-политической программой «Народ хочет знать» (ТВ Центр).
В ноябре 2014 года Институт социально-экономических и политических исследований опубликовал рейтинг самых перспективных политиков страны. Гайдар заняла в нём 82-е место и была отнесена к категории «стабильных» участников списка. На март 2015 года Гайдар находилась на 84-м месте этого рейтинга.

## Критика

### Критика деятельности в Кировской области
Деятельность Гайдар на посту вице-губернатора, куратора сферы здравоохранения и социального развития в Кировской области получила противоречивые оценки. Отмечая, что у Марии отсутствовало профильное образование в этой сфере, многие в то же время позитивно оценивали отдельные инициированные Гайдар нововведения, в частности, внедрение электронной записи на приём к врачам в поликлиниках. Её попытки реформирования системы здравоохранения в области воспринимались, в основном, негативно, отмечалось, что к положительным сдвигам они не привели. Недовольство вызвала инициатива Гайдар по закрытию части фельдшерско-акушерских пунктов в сельской местности, хотя, по её словам, ликвидировались те пункты, которые лишь фигурировали в отчётности и в реальности не существовали.

### Попытки обвинения в причастности к ДТП в Кирове (2011)
20 января 2011 года на перекрёстке улиц Карла Маркса и Милицейской в Кирове погибла 13-летняя школьница Алиса Суворова, переходившая дорогу на зелёный сигнал светофора.
В мае того же года за причинение смерти по неосторожности суд осудил водителя троллейбуса Марину Ногину, несмотря на то, что она своей вины не признала и утверждала, что проехала злополучный перекрёсток за несколько минут до происшествия. Независимая экспертиза, проведённая 111-м Главным государственным центром судебно-медицинских и криминалистических экспертиз Министерства обороны РФ, установила, что девочка, судя по характеру травм, не могла быть сбита троллейбусом. Пресса и после приговора настаивала на том, что в деле масса нестыковок и свидетельств о том, что ребёнка сбил именно автомобиль, а не троллейбус.
27 июля 2011 года «Правда.Ру», ссылаясь на анонимные комментарии, опубликовала информацию о том, что 20 января 2011 года Гайдар, управляя джипом-внедорожником, якобы сбила 13-летнюю семиклассницу Алису Суворову, а «Вятский наблюдатель» утверждал со ссылкой на неназванных «кировчан на форумах», что это происшествие стало причиной быстрого свёртывания деятельности Гайдар в Кировской области. Губернатор Кировской области Н. Белых причастность Гайдар отверг. В отношении Гайдар уголовное дело не возбуждалось. В феврале 2012 года газета «Вятский наблюдатель» также опровергла причастность Марии Гайдар к ДТП.
В феврале 2015 года кампания против Гайдар вновь оживилась. Журналистка Мария Эйсмонт сообщила, что её мужу — бывшему главному редактору газеты «Вятский наблюдатель» Сергею Бачинину — звонили с «Первого канала» и просили рассказать о причастности к ДТП Гайдар. В этой связи Гайдар в блоге на сайте «Эха Москвы» сообщила о своём обращении к члену Совета Федерации РФ от Кировской области О. Казаковцеву за содействием в расследовании резонансного дела и, в частности, пояснила: «Для возбуждения против меня уголовного дела нет никаких оснований, но многочисленные следователи и журналисты, вьющиеся вокруг моих знакомых в Кирове и в Москве, конечно, очень неприятны… Всеми силами я буду способствовать тому, чтобы кировская трагедия была тщательно расследована, и выводы были широко обнародованы».
16 марта 2015 года адвокат Марины Ногиной Валерий Рылов в интервью радиостанции «Эхо Москвы в Кирове» отверг причастность как Ногиной, так и Гайдар к ДТП, возложил вину за преступление на неустановленного пока водителя из силовых структур. При этом утверждал, что у него существуют новые доказательства, в частности, детализированная с помощью сверхсовременной техники видеозапись ДТП, позволяющая установить автомобиль настоящих виновников наезда, которыми с вероятностью в 90 % адвокат считает силовиков, первыми оказавшихся у тела жертвы. Позднее адвокат Рылов представил экспертные расчёты и высказал мнение, что «настоящий преступник на момент ДТП был работником милиции» и «был покрыт».
10 июля 2015 года «Новая газета» опубликовала результаты журналистского расследования, опровергающие версию о причастности Марии Гайдар к ДТП. Изучив архивы Google, журналисты «Новой газеты» заявили, что впервые фамилия Гайдар в контексте ДТП была упомянута не кем-то на кировских форумах, а 27 июля 2011 года изданием «Правда.Ру», охарактеризованным ими как «радикально прокремлёвское, да ещё и склонное к скандалам». При этом обвинений Гайдар на кировских блогах и форумах, опубликованных до 27 июля 2011 года, в кэше Google не сохранилось. Газета сообщила о намерении направить с приложением всех найденных материалов запрос в МВД и прокуратуру с просьбой передать дело о гибели Алисы Суворовой на новое расследование по вновь открывшимся обстоятельствам.

### Расследование деятельности фирмы «Аллект» (2014)
27 октября 2014 года у Гайдар дома проведены обыски в рамках дела о хищении средств у политической партии «Союз правых сил», по делу она проходит свидетелем. Обыски связаны с тем, что в 2007 году Мария занимала в компании «Аллект», возглавляемой Алексеем Навальным, одну из руководящих должностей. По данным следствия, в апреле 2007 года партия СПС и «Аллект» заключили договор на оказание рекламных услуг, во исполнение этого договора партия перечислила фирме около 100 миллионов рублей. Впоследствии эти деньги оказались на счетах фирм, значительная часть которых характеризовалась признаками лжепредприятий или фирм-однодневок. Документы об исполнении условий договора не были обнаружены сыщиками. Объясняя происшедшее, Навальный сообщил, что «Аллект» был только посредником и перечислял денежные средства операторам рекламы, взимая комиссию за свои услуги.

### Критика деятельности на Украине
Решение Гайдар занять пост советника губернатора Одесской области в июле 2015 года подверг критике её бывший начальник Никита Белых, усмотрев в нём «противопоставление себя не просто власти, но и всем россиянам».
Уполномоченный по правам человека в России Элла Памфилова 19 июля 2015 года выступила за заморозку президентского гранта, выделенного возглавляемому Марией Гайдар фонду «Социальный запрос». По её мнению, деньги нужно перераспределить другим организациям, «а не оставлять их той, кто бросил своих соратников по фонду ради сомнительной политической авантюры вне страны». Позже она уточнила, что по условиям конкурса президентские гранты для НКО не могут получать общественные организации, которыми руководят госслужащие. Однако, по сообщению газеты «Коммерсантъ» от 21 июля 2015 года, фонд «Социальный запрос» отказался от президентского гранта ещё 16 июля 2015 года.

## Личная жизнь
Вышла замуж в 19 лет за менеджера[прояснить] — развелись в 2008 году.
В 2009 году вышла замуж во второй раз. Есть дочь, также Мария (14-летняя по состоянию на 2022 год).
Является потомком известных деятелей России:
- Гайдар, Егор Тимурович — отец.
- Гайдар, Тимур Аркадьевич — дед.
- Гайдар, Аркадий Петрович — прадед.
- Соломянская, Лия Лазаревна — прабабушка.
- Бажов, Павел Петрович — прадед.

На 2015 год была зарегистрирована в Пресненском районе Москвы[значимость факта?]. Отмечала, что после отъезда на Украину не посещала Россию.
С началом войны на Украине в 2022 году выехала в Израиль.